# Tour of the Universe
Die Tour of the Universe war eine weltweite Konzerttournee der britischen Synthie-Pop-/Synth-Rock-Band Depeche Mode, die in den Jahren 2009 und 2010 zur Unterstützung ihres Studioalbums Sounds of the Universe (2009) stattfand.

## Hintergrund
Die Tour begann im Mai 2009 mit einem Aufwärmkonzert im luxemburgischen Esch-sur-Alzette, gefolgt vom ersten richtigen Termin im israelischen Ramat Gan. Die Tour musste jedoch frühzeitig unterbrochen werden, als Sänger Dave Gahan von einer schweren Magen-Darm-Infektion heimgesucht wurde, die kurz vor dem Konzert in Malakása auftrat. Nach der Streichung von acht weiteren Shows wurde schließlich die Wiederaufnahme der Tour im Juni bestätigt, während Gahan Berichten zufolge zur Behandlung in die USA flog. In seiner Blase wurde ein niedriggradiger und bösartiger, jedoch heilbarer Tumor festgestellt und erfolgreich entfernt. Obwohl ein Teil der abgesagten Termine verschoben wurde, wurde der Auftritt der Band beim Pinkpop-Festival in den Niederlanden abgesagt, während alle restlichen Termine sowie einer von zwei Terminen in Leipzig wegen „Terminkonflikten“ auf unbestimmte Zeit abgesagt wurden.
Im Juni 2009 spielte die Band ihre erste Show nach Gahans Krankheit in Leipzig und setzte damit den ersten Abschnitt durch Europa fort, der schließlich in Bilbao endete. Nachdem sich Gahan einen Muskelriss in der Wade zugezogen hatte, mussten zwei weitere Termine in Porto und Sevilla abgesagt werden.
Im Juli 2009 startete die Gruppe den nächsten Tourabschnitt durch die USA und Kanada. Die nordamerikanische Etappe, die einen Headliner-Slot beim Lollapalooza-Festival in Chicago beinhaltete, begann in Toronto und endete Anfang September in Sunrise (Florida). Im August wurden zwei Termine in Kalifornien abgesagt, nachdem Gahan von seinem Arzt eine Zeit vollständiger Stimmruhe verordnet bekommen hatte.
Im Oktober 2009 kehrte die Band nach Nordamerika zurück, um vier Termine in Mexiko zu spielen. Die Etappe führte die Band weiter nach Costa Rica und Südamerika, was ihre ersten Auftritte in diesen Gebieten seit der Exotic Tour/Summer Tour ’94 im Jahr 1994 markierte. Die Gruppe erhielt nach ihrem Auftritt in Peru Medienaufmerksamkeit, als berichtet wurde, Gahan habe sich beim falschen Land bedankt. Berichten zufolge sagte Gahan gegen Ende des Konzerts in Lima: „Vielen Dank, Chile!“ Diese Behauptung wurde jedoch später von einem Vertreter der Band bestritten, der Gahan stattdessen mit den Worten „Vielen Dank, gute Nacht!“ zitierte. Die Etappe endete schließlich in Buenos Aires. Später im selben Monat begann die Band einen weiteren europäischen Tourneeabschnitt mit Hallenkonzerten, der in Oberhausen begann und Mitte Dezember in Manchester ihren Höhepunkt erreichte.
Im Januar 2010 startete die Gruppe in Berlin zu einer dritten Europatournee. Die Tournee umfasste fünf Auftritte, die nach Gahans Erkrankung im Sommer 2009 verschoben wurden. Die Tournee beinhaltete auch einen Auftritt im Rahmen einer Konzertreihe zugunsten des Teenage Cancer Trust, der in der Royal Albert Hall in London stattfand. Bei diesem Konzert wurden die Aufführungen von Home, One Caress und Come Back von einer siebenköpfigen Streichergruppe begleitet. Bei der Zugabe erschien außerdem überraschend das ehemalige Depeche Mode-Bandmitglied Alan Wilder auf der Bühne und begleitete Martin Gores Darbietung von Somebody am Klavier. Es war das erste Mal seit über 15 Jahren, dass Wilder mit der Band auftrat, nachdem er die Gruppe 1995 verlassen hatte. Über das Ereignis sprach Wilder, er habe Gahans Vorschlag, der Gruppe auf der Bühne beizutreten, „gerne angenommen“ und erklärte, dass „eine Art Wiedervereinigung dieser Art längst überfällig“ sei. Die gesamte Tour endete schließlich Ende Februar in Düsseldorf nach zehn Monaten und 102 Shows in 32 Ländern. Insgesamt trat die Band vor mehr als 2,7 Millionen Menschen auf. Wie das Musikfachblatt Billboard berichtete, war die Tour eine der profitabelsten im Jahr 2009 und landete auf Platz 20 der Top Tours-Liste des Magazins.

## Liveaufnahmen
Eine Videoveröffentlichung der Auftritte in Barcelona am 20. und 21. November 2009 mit dem Titel Tour of the Universe: Barcelona 20/21.11.09 erschien knapp ein Jahr später im November 2010 in Nordamerika auf DVD und Blu-ray. Die DVD-Veröffentlichung erschien in den zwei Formaten „Deluxe“ und „Super Deluxe“, die beide zwei Audio-CDs der Livekonzerte enthalten. Die „Super Deluxe“-Edition enthält außerdem eine zweite DVD mit der Tourdokumentation Inside the Universe sowie zusätzliches Bonusmaterial.

## Setlist
Erster, zweiter und dritter Tourabschnitt:
1. In Chains
2. Wrong
3. Hole to Feed
4. Walking in My Shoes
5. It’s No Good
6. A Question of Time
7. Precious
8. Fly on the Windscreen
9. - Jezebel
  - Little Soul
10. - A Question of Lust
  - Home
  - Judas
11. - Come Back
  - Miles Away/The Truth Is
12. - Peace
  - Policy of Truth
  - Fragile Tension
13. In Your Room
14. I Feel You
15. - In Sympathy
  - Policy of Truth
16. Enjoy the Silence
17. Never Let Me Down Again
18. - Stripped
  - Somebody
  - Shake the Disease
  - A Question of Lust
19. - Master and Servant
  - Stripped
20. - Strangelove
  - Behind the Wheel
21. Personal Jesus
22. Waiting for the Night

Vierter Abschnitt:
1. In Chains
2. Wrong
3. Hole to Feed
4. Walking in My Shoes
5. It’s No Good (wurden Fly on the Windscreen und World in my Eyes gespielt, wurde It’s no good nach Policy Of Truth gespielt)
6. A Question of Time
7. Precious
8. World in My Eyes (erstmals in Mannheim)
9. Fly on the Windscreen (bis Bologna)
10. - Freelove
  - Clean
  - Dressed in Black
  - Sister of Night
  - Jezebel
  - Insight
  - One Caress
11. Home
12. - Miles Away/The Truth Is
  - Come Back
13. Policy of Truth
14. In Your Room
15. I Feel You
16. Enjoy the Silence
17. Never Let Me Down Again
18. - Somebody
  - A Question of Lust
  - Dressed in Black
  - One Caress
19. Stripped
20. - Behind the Wheel
  - Photographic (nur beim Abschlusskonzert in Düsseldorf)
21. Personal Jesus
22. Waiting for the Night (wurde nur beim zweiten Auftritt in Barcelona gespielt)

## Tourdaten
| Nr.                   | Datum                | Stadt                | Land                 | Veranstaltungsort                            | Anmerkungen                      |
| Leg 1 – Europa/Asien  | Leg 1 – Europa/Asien | Leg 1 – Europa/Asien | Leg 1 – Europa/Asien | Leg 1 – Europa/Asien                         | Leg 1 – Europa/Asien             |
| --------------------- | -------------------- | -------------------- | -------------------- | -------------------------------------------- | -------------------------------- |
| 1                     | 6. Mai 2009          | Esch-sur-Alzette     | Luxemburg            | Rockhal                                      |                                  |
| 2                     | 10. Mai 2009         | Ramat Gan            | Israel               | Itzṭadjōn Ramat-Gan                          |                                  |
| xx                    | 12. Mai 2009         | Malakása             | Griechenland         | Terra Vibe Park                              |                                  |
| xx                    | 14. Mai 2009         | Istanbul             | Turkei               | Otto Santral                                 |                                  |
| xx                    | 16. Mai 2009         | Bukarest             | Rumänien             | Parcul Izvor                                 |                                  |
| xx                    | 18. Mai 2009         | Sofia                | Bulgarien            | Nazionalen stadion „Wasil Lewski“            | Tuborg Greenfest                 |
| xx                    | 20. Mai 2009         | Belgrad              | Serbien              | Park Ušće                                    | Tuborg Greenfest                 |
| xx                    | 21. Mai 2009         | Zagreb               | Kroatien             | Arena Zagreb                                 | verlegt auf den 14. Februar 2010 |
| xx                    | 23. Mai 2009         | Warschau             | Polen                | Stadion WKS Gwardia Warszawa                 |                                  |
| xx                    | 25. Mai 2009         | Riga                 | Lettland             | Skonto stadions                              |                                  |
| xx                    | 27. Mai 2009         | Vilnius              | Litauen              | Žalgirio stadionas                           |                                  |
| xx                    | 30. Mai 2009         | London               | England              | The O2 Arena                                 | verlegt auf den 20. Februar 2010 |
| xx                    | 31. Mai 2009         | Landgraaf            | Niederlande          | Megaland Park                                | Pinkpop                          |
| xx                    | 4. Juni 2009         | Düsseldorf           | Deutschland          | LTU Arena                                    | verlegt auf den 26. Februar 2010 |
| xx                    | 5. Juni 2009         | Düsseldorf           | Deutschland          | LTU Arena                                    | verlegt auf den 27. Februar 2010 |
| xx                    | 7. Juni 2009         | Leipzig              | Deutschland          | Zentralstadion                               |                                  |
| 3                     | 8. Juni 2009         | Leipzig              | Deutschland          | Zentralstadion                               |                                  |
| 4                     | 10. Juni 2009        | Berlin               | Deutschland          | Olympiastadion                               |                                  |
| 5                     | 12. Juni 2009        | Frankfurt am Main    | Deutschland          | Commerzbank-Arena                            |                                  |
| 6                     | 13. Juni 2009        | München              | Deutschland          | Olympiastadion                               |                                  |
| 7                     | 16. Juni 2009        | Rom                  | Italien              | Stadio Olimpico                              |                                  |
| 8                     | 18. Juni 2009        | Mailand              | Italien              | Stadio Giuseppe Meazza                       |                                  |
| 9                     | 20. Juni 2009        | Werchter             | Belgien              | Festivalweide                                | TW Classic Festival              |
| 10                    | 22. Juni 2009        | Bratislava           | Slowakei             | Štadión Pasienky                             |                                  |
| 11                    | 23. Juni 2009        | Budapest             | Ungarn               | Puskás Ferenc Stadion                        |                                  |
| 12                    | 25. Juni 2009        | Prag                 | Tschechien           | Synot Tip Aréna                              |                                  |
| 13                    | 27. Juni 2009        | Saint-Denis          | Frankreich           | Stade de France                              |                                  |
| 14                    | 28. Juni 2009        | Maxéville            | Frankreich           | Le Zénith de Nancy                           |                                  |
| 15                    | 30. Juni 2009        | Kopenhagen           | Danemark             | Parken                                       |                                  |
| 16                    | 1. Juli 2009         | Hamburg              | Deutschland          | HSH Nordbank Arena                           |                                  |
| xx                    | 2. Juli 2009         | Bergen               | Norwegen             | Bergenhus Festning                           |                                  |
| 17                    | 3. Juli 2009         | Arvika               | Schweden             | Folkets Park                                 | Arvikafestivalen                 |
| 18                    | 6. Juli 2009         | Carcassonne          | Frankreich           | Esplanade Gambetta                           |                                  |
| 19                    | 8. Juli 2009         | Valladolid           | Spanien              | Estadio José Zorrilla                        |                                  |
| 20                    | 9. Juli 2009         | Bilbao               | Spanien              | Monte Cobetas                                | Bilbao BBK Live                  |
| xx                    | 11. Juli 2009        | Porto                | Portugal             | Estádio do Bessa Século. XXI                 | Super Bock Super Rock            |
| xx                    | 12. Juli 2009        | Sevilla              | Spanien              | Estadio de La Cartuja                        |                                  |
| Leg 2 – Nordamerika   |                      |                      |                      |                                              |                                  |
| 21                    | 24. Juli 2009        | Toronto              | Kanada               | Molson Amphitheatre                          |                                  |
| 22                    | 25. Juli 2009        | Montréal             | Kanada               | Centre Bell                                  |                                  |
| 23                    | 28. Juli 2009        | Bristow              | Vereinigte Staaten   | Nissan Pavilion                              |                                  |
| 24                    | 31. Juli 2009        | Mansfield            | Vereinigte Staaten   | Comcast Center                               |                                  |
| 25                    | 1. August 2009       | Atlantic City        | Vereinigte Staaten   | Borgata Event Center                         |                                  |
| 26                    | 3. August 2009       | New York City        | Vereinigte Staaten   | Madison Square Garden                        |                                  |
| 27                    | 4. August 2009       | New York City        | Vereinigte Staaten   | Madison Square Garden                        |                                  |
| 28                    | 7. August 2009       | Chicago              | Vereinigte Staaten   | Grant Park                                   | Lollapalooza                     |
| 29                    | 10. August 2009      | Seattle              | Vereinigte Staaten   | KeyArena                                     |                                  |
| xx                    | 12. August 2009      | Mountain View        | Vereinigte Staaten   | Shoreline Amphitheatre                       |                                  |
| xx                    | 14. August 2009      | Chula Vista          | Vereinigte Staaten   | Cricket Wireless Amphitheatre                |                                  |
| 30                    | 16. August 2009      | Los Angeles          | Vereinigte Staaten   | Hollywood Bowl                               |                                  |
| 31                    | 17. August 2009      | Los Angeles          | Vereinigte Staaten   | Hollywood Bowl                               |                                  |
| 32                    | 19. August 2009      | Anaheim              | Vereinigte Staaten   | Honda Center                                 |                                  |
| 33                    | 20. August 2009      | Santa Barbara        | Vereinigte Staaten   | County Bowl                                  |                                  |
| 34                    | 22. August 2009      | Paradise             | Vereinigte Staaten   | Pearl Concert Theater                        |                                  |
| 35                    | 23. August 2009      | Phoenix              | Vereinigte Staaten   | US Airways Center                            |                                  |
| 36                    | 25. August 2009      | West Valley City     | Vereinigte Staaten   | The E Center                                 |                                  |
| 37                    | 27. August 2009      | Morrison             | Vereinigte Staaten   | Red Rocks Amphitheatre                       |                                  |
| 38                    | 29. August 2009      | Dallas               | Vereinigte Staaten   | Superpages.com Center                        |                                  |
| 39                    | 30. August 2009      | The Woodlands        | Vereinigte Staaten   | Cynthia Woods Mitchell Pavilion              |                                  |
| 40                    | 1. September 2009    | Atlanta              | Vereinigte Staaten   | Aaron’s Amphitheatre at Lakewood             |                                  |
| 41                    | 4. September 2009    | Tampa                | Vereinigte Staaten   | Ford Amphitheatre                            |                                  |
| 42                    | 5. September 2009    | Sunrise              | Vereinigte Staaten   | BankAtlantic Center                          |                                  |
| Leg 3 – Lateinamerika |                      |                      |                      |                                              |                                  |
| 43                    | 1. Oktober 2009      | Guadalajara          | Mexiko               | Arena VFG                                    |                                  |
| 44                    | 3. Oktober 2009      | Mexiko-Stadt         | Mexiko               | Foro Sol                                     |                                  |
| 45                    | 4. Oktober 2009      | Mexiko-Stadt         | Mexiko               | Foro Sol                                     |                                  |
| 46                    | 6. Oktober 2009      | Monterrey            | Mexiko               | Arena Monterrey                              |                                  |
| 47                    | 8. Oktober 2009      | Alajuela             | Costa Rica           | Autódromo La Guácima                         |                                  |
| 48                    | 10. Oktober 2009     | Bogotá               | Kolumbien            | Parque metropolitano Simón Bolívar           |                                  |
| 49                    | 13. Oktober 2009     | Lima                 | Peru                 | Explanada del Estadio Monumental             |                                  |
| 50                    | 15. Oktober 2009     | Santiago de Chile    | Chile                | Club Hípico de Santiago                      |                                  |
| 51                    | 17. Oktober 2009     | Buenos Aires         | Argentinien          | Club Ciudad                                  | Personal Fest                    |
| xx                    | 22. Oktober 2009     | Rio de Janeiro       | Brasilien            | Citibank Hall                                |                                  |
| xx                    | 24. Oktober 2009     | São Paulo            | Brasilien            | Ginásio Anhembi                              |                                  |
| Leg 4 – Europa        |                      |                      |                      |                                              |                                  |
| 52                    | 31. Oktober 2009     | Oberhausen           | Deutschland          | König-Pilsener-Arena                         |                                  |
| 53                    | 1. November 2009     | Bremen               | Deutschland          | AWD-Dome                                     |                                  |
| 54                    | 3. November 2009     | Hannover             | Deutschland          | TUI Arena                                    |                                  |
| 55                    | 7. November 2009     | Mannheim             | Deutschland          | SAP Arena                                    |                                  |
| 56                    | 8. November 2009     | Stuttgart            | Deutschland          | Schleyerhalle                                |                                  |
| 57                    | 10. November 2009    | Genf                 | Schweiz              | Palexpo                                      |                                  |
| 58                    | 12. November 2009    | Valencia             | Spanien              | Recinto Ferial                               |                                  |
| 59                    | 14. November 2009    | Lissabon             | Portugal             | Pavilhão Atlântico                           |                                  |
| 60                    | 16. November 2009    | Madrid               | Spanien              | Palacio de los Deportes                      |                                  |
| 61                    | 17. November 2009    | Madrid               | Spanien              | Palacio de los Deportes                      |                                  |
| 62                    | 20. November 2009    | Barcelona            | Spanien              | Palau Sant Jordi                             |                                  |
| 63                    | 21. November 2009    | Barcelona            | Spanien              | Palau Sant Jordi                             |                                  |
| 64                    | 23. November 2009    | Lyon                 | Frankreich           | Halle Tony Garnier                           |                                  |
| 65                    | 25. November 2009    | Casalecchio di Reno  | Italien              | FuturShow Station                            |                                  |
| 66                    | 26. November 2009    | Turin                | Italien              | PalaOlimpico                                 |                                  |
| 67                    | 28. November 2009    | Erfurt               | Deutschland          | Messehalle                                   |                                  |
| 68                    | 30. November 2009    | Rotterdam            | Niederlande          | Sportpaleis Ahoy’                            |                                  |
| 69                    | 1. Dezember 2009     | Nürnberg             | Deutschland          | Arena Nürnberger Versicherung                |                                  |
| 70                    | 3. Dezember 2009     | Wien                 | Osterreich           | Stadthalle                                   |                                  |
| xx                    | 4. Dezember 2009     | Graz                 | Osterreich           | Stadthalle                                   |                                  |
| 71                    | 6. Dezember 2009     | Zürich               | Schweiz              | Hallenstadion                                |                                  |
| 72                    | 7. Dezember 2009     | Zürich               | Schweiz              | Hallenstadion                                |                                  |
| 73                    | 10. Dezember 2009    | Dublin               | Irland               | The O2                                       |                                  |
| 74                    | 12. Dezember 2009    | Glasgow              | Schottland           | SECC                                         |                                  |
| 75                    | 13. Dezember 2009    | Birmingham           | England              | LG Arena                                     |                                  |
| 76                    | 15. Dezember 2009    | London               | England              | The O2 Arena                                 |                                  |
| 77                    | 16. Dezember 2009    | London               | England              | The O2 Arena                                 |                                  |
| 78                    | 18. Dezember 2009    | Manchester           | England              | Manchester Evening News Arena                |                                  |
| Leg 5 – Europa        |                      |                      |                      |                                              |                                  |
| 79                    | 9. Januar 2010       | Berlin               | Deutschland          | O2 World                                     |                                  |
| 80                    | 11. Januar 2010      | Budapest             | Ungarn               | Papp László Sportaréna                       |                                  |
| 81                    | 14. Januar 2010      | Prag                 | Tschechien           | O2 Arena                                     |                                  |
| 82                    | 17. Januar 2010      | Liévin               | Frankreich           | Stade Couvert Régional                       |                                  |
| 83                    | 19. Januar 2010      | Paris                | Frankreich           | Palais Omnisport de Bercy                    |                                  |
| 84                    | 20. Januar 2010      | Paris                | Frankreich           | Palais Omnisport de Bercy                    |                                  |
| 85                    | 23. Januar 2010      | Antwerpen            | Belgien              | Sportpaleis                                  |                                  |
| 86                    | 25. Januar 2010      | Malmö                | Schweden             | Malmö Arena                                  |                                  |
| 87                    | 26. Januar 2010      | Göteborg             | Schweden             | Scandinavium                                 |                                  |
| 88                    | 29. Januar 2010      | Bergen               | Norwegen             | Vestlandshallen                              |                                  |
| 89                    | 31. Januar 2010      | Stockholm            | Schweden             | Ericsson Globen                              |                                  |
| 90                    | 2. Februar 2010      | Helsinki             | Finnland             | Hartwall Areena                              |                                  |
| 91                    | 4. Februar 2010      | St. Petersburg       | Russland             | Sportivno-Kontsertnyy Kompleks Peterburgskiy |                                  |
| 92                    | 6. Februar 2010      | Moskau               | Russland             | Sportivnyy kompleks Olimpiyskiy              |                                  |
| 93                    | 8. Februar 2010      | Kiew                 | Ukraine              | Kyjiwskij Palaz Sportu                       |                                  |
| 94                    | 10. Februar 2010     | Łódź                 | Polen                | Atlas Arena                                  |                                  |
| 95                    | 11. Februar 2010     | Łódź                 | Polen                | Atlas Arena                                  |                                  |
| 96                    | 14. Februar 2010     | Zagreb               | Kroatien             | Arena Zagreb                                 |                                  |
| 97                    | 17. Februar 2010     | London               | England              | Royal Albert Hall                            | Concert for Teenage Cancer Trust |
| 98                    | 20. Februar 2010     | London               | England              | The O2 Arena                                 |                                  |
| 99                    | 22. Februar 2010     | Horsens              | Danemark             | Forum Horsens                                |                                  |
| 100                   | 23. Februar 2010     | Horsens              | Danemark             | Forum Horsens                                |                                  |
| 101                   | 26. Februar 2010     | Düsseldorf           | Deutschland          | LTU Arena                                    |                                  |
| 102                   | 27. Februar 2010     | Düsseldorf           | Deutschland          | LTU Arena                                    |                                  |

## Band
- Dave Gahan: Gesang
- Martin Gore: Synthesizer, Gitarre, Hintergrundgesang, Gesang
- Andrew Fletcher: Synthesizer
- Peter Gordeno: Synthesizer, Klavier, Hintergrundgesang
- Christian Eigner: Schlagzeug, Synthesizer